# Jang Ho-soon
Jang Ho-soon (ur. 29 czerwca 1988) – południowokoreańska zapaśniczka w stylu wolnym. Zdobyła brązowy medal na mistrzostwach Azji w 2007 i mistrzostwach Azji juniorów w 2006. Zajęła trzynaste miejsce na Uniwersjadzie w 2013, jako zawodniczka Kyongbuk University of Foreign Studies w Daegu.